# Jack Bancroft
Pour les articles homonymes, voir Bancroft.

a Compétitions nationales et continentales officielles uniquement.

b Matchs officiels uniquement.
John Jack Bancroft, né le 9 octobre 1879 à Swansea et mort le 7 janvier 1942 dans la même ville, est un joueur gallois de rugby à XV, ayant occupé le poste d'arrière en sélection nationale. Il joue également au cricket.

## Biographie
Jack Bancroft a dix frères et sœurs parmi lesquels on trouve William Bancroft qui est également arrière en équipe du pays de Galles. Il commence sa carrière en 1905 pour Swansea RFC. Il dispute son premier test match le 16 janvier 1909 contre l'Angleterre, et son dernier contre la France le 2 mars 1914. Il joue un total de 18 matches en équipe nationale et inscrit 88 points (38 transformations et quatre buts de pénalité). Il met fin à sa carrière à la fin de la saison 1919-1920 au bout de quinze années[réf. nécessaire].
On doit à ce joueur une prédiction célèbre envers les Français, au tout premier match de ceux-ci en Tournoi en 1910 à Swansea, comme quoi « ils ne vaincraient jamais les Gallois sur leur terre tant qu’il y aurait du charbon dans les mines de la vallée de la Rhondda en Galles du Nord »[réf. nécessaire]. Or en 1948, l’équipe de France contredit ces paroles en obtenant sa première victoire le 21 février à Swansea.
Il joue également au cricket pour Glamorgan de 1908 à 1922.

## Palmarès
- Triple Couronne dans le tournoi britannique en 1909 et Grand Chelem dans le Tournoi en 1911.

## Statistiques en équipe nationale
- 18 sélections en équipe du pays de Galles, toutes dans le cadre du Tournoi.
- Capitaine pour un match.
- 38 transformations, 4 drops.
- Sélections par année : 4 en 1909, 4 en 1910, 3 en 1911, 3 en 1912, 1 en 1913, 3 en 1914.
- Participation au tournoi britannique en 1909 et à cinq Tournois (en 1909, 1910, 1911, 1912, 1913 et 1914).